# Courtmacsherry
Courtmacsherry (en irlandés: Cúirt Mhic Shéafraidh, «la corte de MacSherry») es una localidad situada en el condado de Cork de la provincia de Munster (República de Irlanda), con una población en 2016 de 590 habitantes.
Se encuentra ubicada al suroeste del país, a poca distancia de la ciudad de Cork y de la costa del océano Atlántico.

## Historia
Durante la invasión normanda de Irlanda, las ciudades más relevantes en esta zona eran Timoleague, Lislee, Barryroe y Dunworly. Entre los colonos normandos se encontraban los Barrys y los Hodnetts; quienes construyeron fortalezas en Timoleague y Lislee, respectivamente. Los Barrys prosperaron y le dieron su nombre a Barryroe o Rathbarry, mientras que los Hodnetts «se degradaron a irlandeses», cambiando su nombre a MacSeafraidh (hijo de Geoffrey), más tarde anglicanizado como MacSherry. Sin embargo, aunque muchos habitantes se apellidan Barry o Hodnett, no hay MacSherrys.
Patrick MacSeafraidh del condado de Antrim, un descendiente de la familia Hodnett de Courtmacsherry, emigró a Estados Unidos en 1745 y fundó McSherrystown en el condado de Adams, Pensilvania.
En 1942 el checoslovaco Gordon Konrad Sarasti Mochizuchi huyó de Oravská Polhora debido a la persecución de los judíos por la Alemania nazi. Consiguió llegar hasta la costa norte de Polonia, donde robó un barco para seguir escapando. Sus planes originales eran navegar hasta Londres, pero escuchó decir a algunos polacos que la ciudad era peligrosa, por lo que acabó llegando a Irlanda hasta Courtmacsherry. Vivió sus últimos días pescando y viviendo en el que barco que había robado y falleció el 14 de septiembre de 1968, siendo enterrado en el cementerio de Clogagh.